# Félix Javier Pérez
Pour les articles homonymes, voir Felix Pérez et Pérez.
Félix Javier Pérez, né le 31 mai 1971, à Guayama, à Porto Rico, décédé le 21 septembre 2005 à Guaynabo, à Porto Rico, est un joueur portoricain de basket-ball. Il évolue durant sa carrière au poste de pivot. 

## Palmarès
- Finaliste du championnat des Amériques 1993